# Кадаверин
Кадаверинът или 1,5-пентандиамин или пентандиамин е зловонен биогенен диамин с химична формула NH2(CH2)5NH2. Получава се при гниене на животинска тъкан. Кадаверинът е токсичен. Има структура, подобна на путресцин.

## История
Путресцинът и кадаверинът са описани за първи път от лекаря Лудвиг Бригера (1849 – 1919) през 1885 година в Берлин .

## Получаване
Кадаверинът се получава при декарбоксилиране на аминокиселината лизин. Този диамин не е изцяло свързан гниенето. Той се произвежда в малки количества и от живи същества и е отчасти отговорен за характерната миризма на урината.

## Клинично значение
Повишено ниво на кадаверин е открито в урината при някои пациенти с дефекти в лизиновия метаболизъм. Миризмата при бактериална вагиноза също се свързва с кадаверина и путресцина.

## Токсичност
Кадаверин е токсичен в големи дози при хора и големи бозайници. При плъхове той има ниска остра токсичност > 2000 мг/кг телесна маса (p.o.).